# Gomphoceridius
Gomphoceridius is een geslacht van rechtvleugeligen uit de familie veldsprinkhanen (Acrididae). De wetenschappelijke naam van dit geslacht is voor het eerst geldig gepubliceerd in 1914 door Bolívar.

## Soorten
Het geslacht Gomphoceridius  is monotypisch en omvat slechts de volgende soort:
- Gomphoceridius brevipennis (Brisout de Barneville, 1848)